# Présidence de Chester A. Arthur
21e président des États-Unis
Présidence de James A. Garfield Présidence de Grover Cleveland
La présidence de Chester A. Arthur débuta le 19 septembre 1881, date de l'investiture de Chester A. Arthur en tant que 21e président des États-Unis, et prit fin le 4 mars 1885. Élu comme vice-président de James A. Garfield en 1880, il lui succéda après son assassinat en 1881. Membre de la machine politique républicaine de New York, Arthur était un soutien important de la faction stalwart de son parti. Malade, il ne chercha pas vraiment à se représenter à l'élection présidentielle de 1884 et fut remplacé par le démocrate Grover Cleveland.
Arthur parvint à laver sa réputation de politicien corrompu en embrassant la cause de la réforme de la fonction publique. La défense et la mise en place du Pendleton Civil Service Reform Act fut le point d'orgue de son administration. Même si le clientélisme continua de jouer un rôle important en politique, le Pendleton Act jeta les bases d'une professionnalisation de la fonction publique qui se concrétisa dans les décennies suivantes. Comme le journaliste Alexander McClure (en) l'écrivit plus tard : « aucun homme n'avait accédé à la présidence en étant si largement et si profondément méprisé que Chester Alan Arthur et aucun ne s'était retiré avec un tel respect que ce soit de la part de ses amis ou de ses ennemis politiques ».
Sous sa présidence, les droits de douane furent réduits avec l'entrée en vigueur du tarif de 1883. Il fut félicité pour son veto sur une loi qui aurait affecté des fonds fédéraux d'une manière qu'il jugeait excessive et présida à la renaissance de la marine américaine mais fut critiqué pour ne pas avoir réussi à réduire le surplus budgétaire qui s'était accumulé depuis la fin de la guerre de Sécession. Après l'abrogation de la loi sur les droits civiques de 1875 par la Cour suprême, Arthur plaida en faveur d'une nouvelle législation destinée à garantir les droits des Afro-Américains mais ses tentatives échouèrent. Sous la pression du Congrès, il fit adopter la loi d'exclusion des Chinois en 1882, qui interdit l'immigration chinoise pour 10 ans et proscrivit la naturalisation des Chinois présents aux États-Unis. En politique étrangère, Arthur renforça les liens économiques et politiques avec l'Amérique latine mais la plupart des accords commerciaux élaborés par son administration furent rejetés par le Sénat.
En dépit d'une santé fragile et d'un tempérament politique qui ne lui permirent pas d'inaugurer sous son mandat le style de la présidence moderne, Arthur reçut de nombreux éloges de la part de ses contemporains pour son bilan solide à la tête du pays. À sa mort en 1886, le New York World écrivit qu'« aucune mission ne fut négligée sous son administration et aucun projet aventureux n'inquiéta la nation ». Depuis lors, l'héritage d'Arthur est en grande partie tombé dans l'oubli ; si certains spécialistes continuent de mettre en avant sa souplesse et sa volonté réformatrice, la plupart des historiens et des universitaires le considèrent aujourd'hui comme un président inférieur à la moyenne.

## Accession au pouvoir

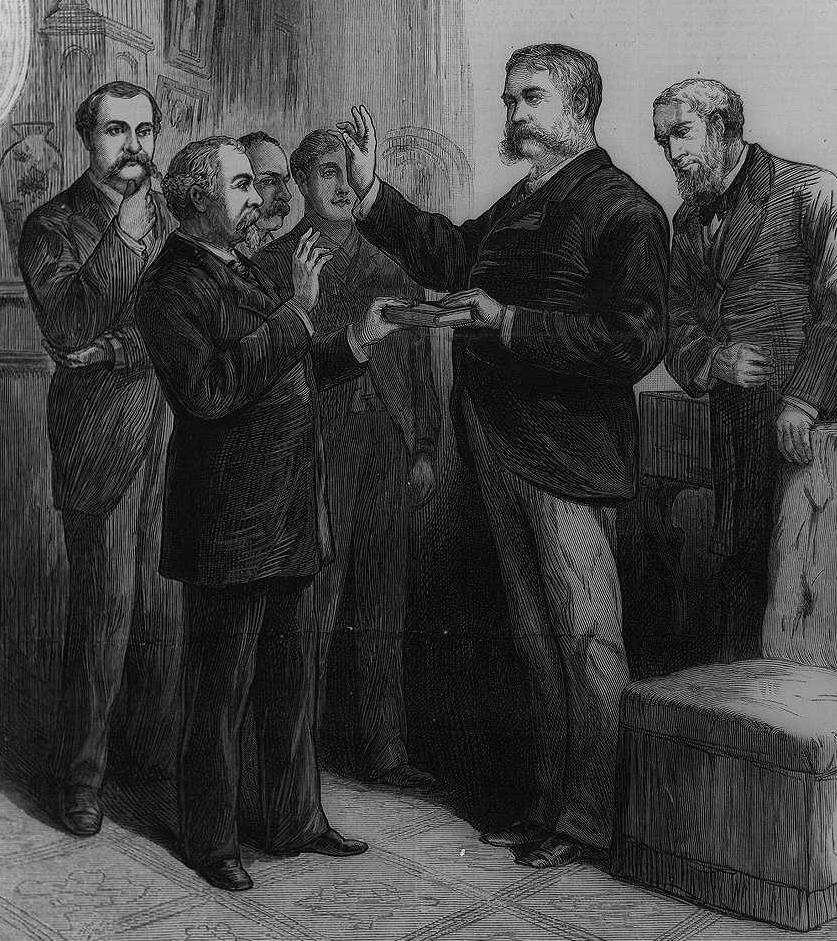
Le juge John R. Brady (à gauche) assermente Arthur dans sa résidence new-yorkaise le 20 septembre 1881.

La convention nationale républicaine de 1880 mit initialement aux prises les partisans de l'ancien président Ulysses S. Grant et ceux de James G. Blaine. Aucun des candidats ne rassemblant une majorité de délégués même après 36 tours, la convention se tourna alors vers un outsider, James A. Garfield. Souhaitant obtenir le soutien des stalwarts de New York dirigés par Roscoe Conkling, Garfield offrit la vice-présidence à Chester A. Arthur. Après la victoire du ticket républicain à l'élection présidentielle de 1880, Garfield et Conkling se disputèrent au sujet du processus de nominations. Arthur continua de se montrer loyal vis-à-vis de Conkling ce qui contribua à le marginaliser au sein de l'administration. Le Sénat étant en vacance en mai 1881, Arthur n'avait aucun devoir à Washington et il retourna à New York. Une fois sur place, il se rendit avec Conkling à Albany, où l'ancien sénateur avait espéré une rapide réélection au Sénat afin de désavouer l'administration Garfield,. La majorité républicaine à la législature de l'État était cependant divisée sur la question et à la surprise de Conkling et de Platt, ils se retrouvèrent à devoir affronter leurs camarades politiques,. Alors qu'il était à Albany le 2 juillet, Arthur apprit que Garfield avait été abattu. Le tireur, Charles J. Guiteau, était un avocat perturbé qui croyait qu'assassiner Garfield convaincrait Arthur de lui offrir un poste dans son administration ; il proclama aux témoins : « Je suis le stalwart des stalwarts… Arthur est maintenant président! ». Malgré ses prétendus liens avec Arthur, le public apprit rapidement que Guiteau était mentalement instable et n'avait aucun lien avec le vice-président.
Plus inquiétant était le manque de clarté du dispositif de succession présidentielle : avec Garfield à l'antichambre de la mort, personne ne savait si quelqu'un pouvait exercer l'autorité présidentielle. De plus, après la démission de Conkling, le Sénat s'était séparé sans élire un président pro tempore, qui était la personne se trouvant normalement derrière Arthur dans l'ordre de succession. Arthur était réticent à agir en tant que président alors que Garfield était encore en vie et les deux mois suivants connurent une vacance du pouvoir avec Garfield trop faible pour mener ses devoirs et Arthur refusant de les assumer. Au cours de l'été, Arthur refusa de se rendre à Washington et se trouvait à sa résidence de Lexington Avenue lorsqu'il apprit dans la nuit du 19 septembre que Garfield était mort. Le juge John R. Brady (en) de la Cour suprême de New York administra le serment présidentiel dans la maison d'Arthur à 2 h 15 le lendemain matin et Arthur monta dans un train pour la capitale fédérale deux jours plus tard.
Arrivé à Washington le 22 septembre, Arthur renouvela son serment présidentiel, cette fois avec le juge en chef de la Cour suprême Morrison R. Waite, car il n'était pas certain qu'un juge d'État possède l'autorité nécessaire pour administrer le serment présidentiel. Il résida d'abord dans la résidence du sénateur John P. Jones dans l'attente d'importantes modifications qu'il avait ordonné à la Maison-Blanche, dont l'ajout d'une grande verrière réalisée par Louis Comfort Tiffany. Comme Arthur était veuf, sa sœur, Mary Arthur McElroy joua le rôle de première dame. En dépit de l'agitation provoquée par l'assassinat du président et les débats incessants sur la réforme de la fonction publique, Arthur prit ses fonctions dans un pays en pleine phase d'expansion (le nombre d'habitants était passé de 30 millions en 1860 à 50 millions en 1880), accumulant les excédents budgétaires et en paix avec les grandes puissances du moment.

## Composition du gouvernement
Arthur rentra rapidement en conflit avec l'administration Garfield dont la plupart des membres étaient issus de factions républicaines rivales de celle d'Arthur. Il demanda à ses membres de rester en poste jusqu'en décembre et la réunion du Congrès mais le secrétaire au Trésor William Windom soumis sa démission en octobre pour se lancer dans la course à un poste de sénateur dans son État du Minnesota. Arthur le remplaça par Charles J. Folger, son ami et compagnon au sein des stalwarts de New York. Le procureur général Wayne MacVeagh fut le suivant à démissionner car il considérait qu'en tant que réformateur, il n'avait aucune place dans l'administration Arthur. Malgré l'intervention personnelle du président, MacVeigh démissionna en décembre 1881 et il fut remplacé par Benjamin H. Brewster, un avocat de Philadelphie et un politicien possédant certaines idées réformatrices. Blaine, l'ennemi juré de la faction stalwart, accepta de rester secrétaire d'État jusqu'à la reprise de la session parlementaire mais il démissionna immédiatement après. Conkling espérait qu'Arthur le nommerait à la place de Blaine mais le président choisit Frederick T. Frelinghuysen du New Jersey, un stalwart recommandé par l'ex-président Grant, à sa place. Frelinghuysen conseilla à Arthur de ne pas nommer de stalwarts à d'autres postes mais lorsque le Postmaster General Thomas L. James démissionna en janvier 1882, Arthur choisit Timothy O. Howe, un stalwart du Wisconsin pour le remplacer. Le secrétaire à la Marine William H. Hunt démissionna en avril 1882 et Arthur tenta une approche plus équilibrée en nommant William E. Chandler sur les recommandations de Blaine. Finalement, lorsque le secrétaire à l'Intérieur Samuel J. Kirkwood démissionna le même mois, Arthur nomma Henry M. Teller, un stalwart du Colorado à ce poste. Sur les membres du cabinet qu'Arthur avait hérité de Garfield, seul le secrétaire à la Guerre Robert Todd Lincoln resta durant la totalité du mandat d'Arthur.

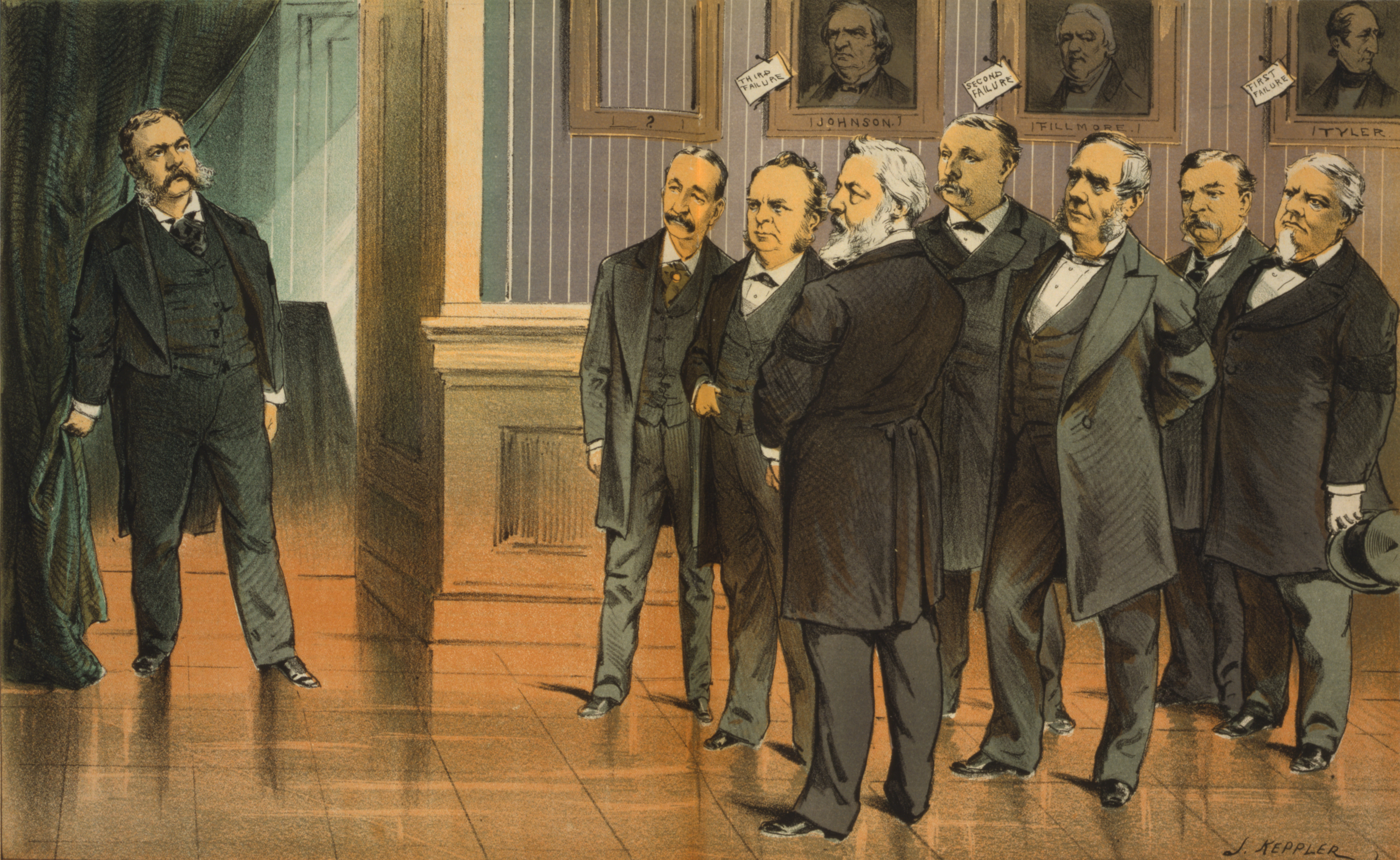
Dessin de 1881 publié dans le magazine Puck représentant Arthur faisant face au cabinet du défunt président Garfield.

## Nominations judiciaires
Arthur nomma deux juges à la Cour suprême des États-Unis. La première vacance eut lieu en juillet 1881 avec la mort du juge assesseur Nathan Clifford, un démocrate qui y siégeait depuis la fin de la guerre de Sécession. Arthur nomma Horace Gray, un éminent juriste de la Cour suprême du Massachusetts pour le remplacer et la nomination fut facilement confirmée. Gray servit jusqu'en 1902 et fut l'auteur de l'arrêt United States v. Wong Kim Ark (en) de la Cour qui annula la section de la loi d'exclusion des Chinois qui refusait la citoyenneté américaine aux immigrants chinois. La seconde vacance eut lieu lors de la retraite du juge assesseur Ward Hunt (en) en janvier 1882. Arthur nomma initialement son ancien boss politique, Roscoe Conkling ; il doutait que Conkling accepterait mais il se sentait obligé d'offrir un poste influent à son ancien patron. Le Sénat confirma la nomination mais comme prévu Conkling refusa. Le sénateur George Edmunds était le second choix d'Arthur mais il refusa également ; ce fut la dernière fois qu'un candidat confirmé par le Sénat refusa sa nomination à la Cour suprême. Finalement Arthur nomma Samuel Blatchford (en), un juge de la Cour d'appel des États-Unis pour le deuxième circuit depuis 15 ans. Blatchford accepta et sa nomination fut approuvée en moins de deux semaines. Blatchford servit à la Cour jusqu'à sa mort en 1893. En plus de la Cour suprême, Arthur nomma quatre juges à des cours de circuit et treize autres à des courts de districts.

## Réforme de la fonction publique

### Pendleton Civil Service Reform Act

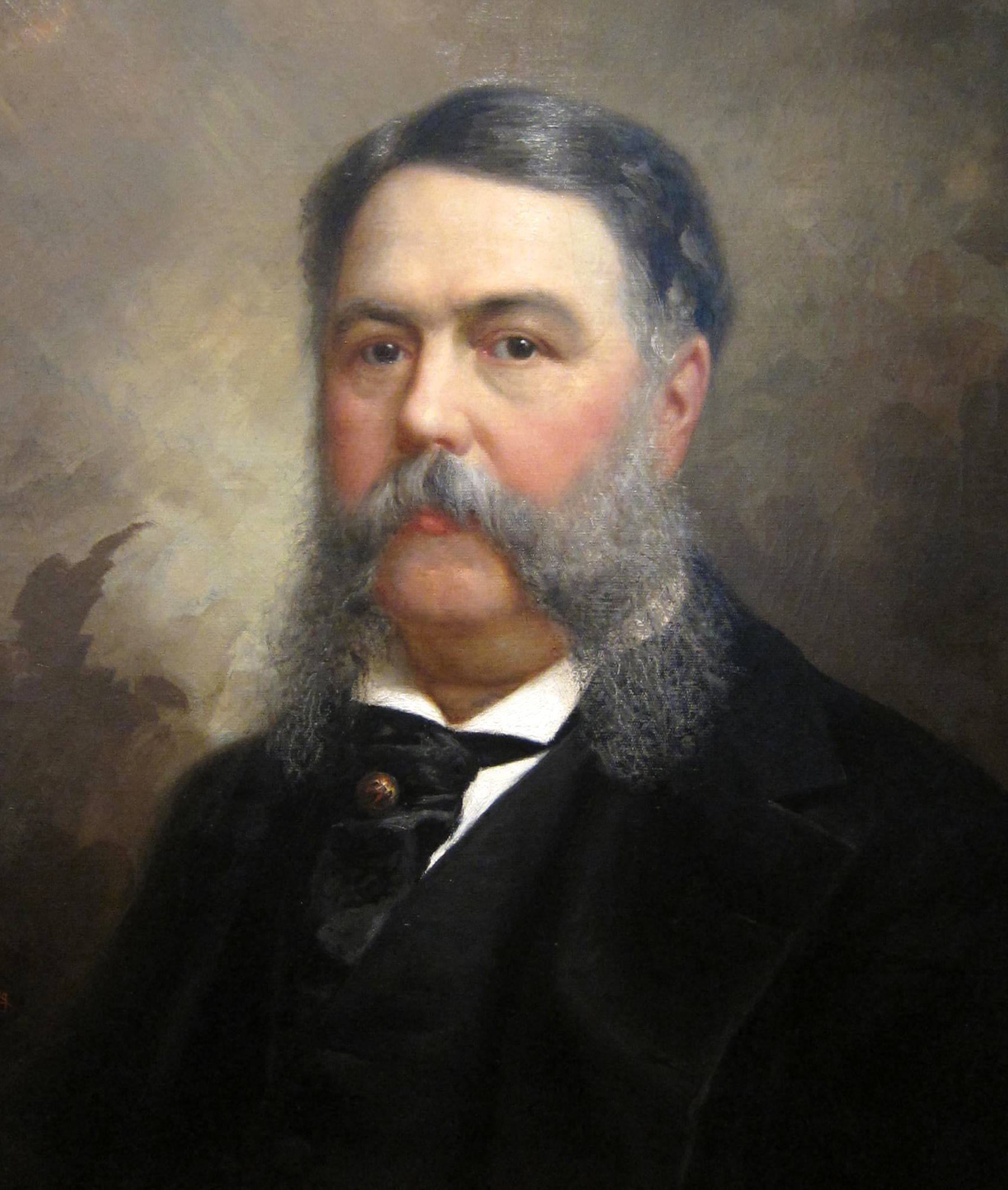
Portrait de Chester A. Arthur réalisé par Ole Peter Hansen Balling en 1881.

Au début des années 1880, la vie politique américaine reposait sur le « système des dépouilles », une forme de clientélisme dans lequel les candidats victorieux récompensaient leurs partisans, leur famille ou leurs amis en leur attribuant des postes dans la fonction publique. Les chefs démocrates et républicains réalisèrent qu'ils pourraient attirer les votes des réformateurs en s'opposant au système des dépouilles. En 1880, le sénateur démocrate George H. Pendleton de l'Ohio introduisit une loi qui permettrait une sélection des fonctionnaires fondée sur le mérite et sur concours, mais elle fut repoussée par le Congrès. L'assassinat de Garfield par un avocat dérangé qui cherchait à être nommé à un poste officiel amplifia la demande populaire pour une réforme de la fonction publique. Dans son discours sur l'état de l'Union de 1881, Arthur demanda une réforme de la fonction publique et Pendleton présenta une nouvelle fois sa loi mais le Congrès la rejeta. Les républicains perdirent des sièges lors des élections de 1882 tandis que les démocrates avaient fait campagne sur la question des réformes. Ainsi, le Congrès sortant était plus favorable à cette question et la loi de Pendleton fut adoptée. Arthur signa le Pendleton Civil Service Reform Act le 16 janvier 1883. En juste deux ans, un stalwart obstiné était devenu le président qui avait fait passer une réforme de la fonction publique attendue depuis plusieurs décennies.
Initialement, la loi ne s'appliquait qu'à 10 % des postes fédéraux et, sans intervention du président, cela aurait pu ne pas aller plus loin. Même après qu'il eut signé la loi, les réformateurs doutaient de la volonté de réforme d'Arthur. À leur grande surprise, il agit rapidement pour nommer les membres de la Civil service commission créée par la loi et proposa les réformateurs Dorman B. Eaton (en), John M. Gregory (en) et Leroy D. Thoman (en) aux postes de commissaires. L'inspecteur en chef Silas W. Burt, était un réformateur de longue date qui avait été l'opposant d'Arthur lorsque les deux hommes travaillaient au bureau des douanes de New York. La commission présenta ses premières recommandations en mai 1883 et en 1884 la moitié des fonctionnaires du service postal et les trois quarts des membres du service des douanes étaient nommés au mérite. La même année, Arthur exprima sa satisfaction concernant ce nouveau système en louant son efficacité « pour obtenir des fonctionnaires compétents et honnêtes et protéger les employés du gouvernement des pressions et du labeur d'examiner les demandes et les plaintes des candidats rivaux au poste ».

### Scandale desstar routes
Dans les années 1870, le public prit connaissance du scandale des star routes dans lequel des contrats truqués sur les voies postales avaient entraîné une importante corruption avec la complicité de hauts fonctionnaires (dont le second assistant Postmaster General, Thomas J. Brady et l'ancien sénateur Stephen Wallace Dorsey (en)). Pour beaucoup de réformateurs, le nouveau président Arthur, ancien partisan du système des dépouilles, allait tolérer ce genre de corruption et allait enterrer l'enquête sur ce scandale. Néanmoins, le nouveau procureur général, Brewster, poursuivit les enquêtes commencées par McVeigh et engagea les influents avocats démocrates William W. Ker et Richard T. Merrick (en) dans une tentative pour améliorer l'équipe d'enquête et éviter des rumeurs de collusion politique. Bien qu'Arthur ait travaillé étroitement avec Dorsey avant de prendre ses fonctions, une fois au poste il soutint les enquêtes et poussa à la démission des hauts fonctionnaires impliqués dans le scandale. Le procès des responsables de la fraude en 1882 déboucha sur la condamnation de deux accusés mineurs mais le jury ne parvint pas à une majorité pour les autres accusés. Après qu'un juré eut avancé que la défense ait tenté de le corrompre, le juge annula la décision de justice et annonça un nouveau procès. Avant le début du second procès, Arthur muta cinq hauts fonctionnaires jugés trop proches de la défense dont un ancien sénateur. Le nouveau procès commença en décembre 1882 et dura jusqu'en juillet 1883 mais ne déboucha pas sur une condamnation. L'échec à obtenir une condamnation ternit l'image du gouvernement mais Arthur était parvenu à mettre un terme à la fraude.

## Excédents budgétaires et droits de douane

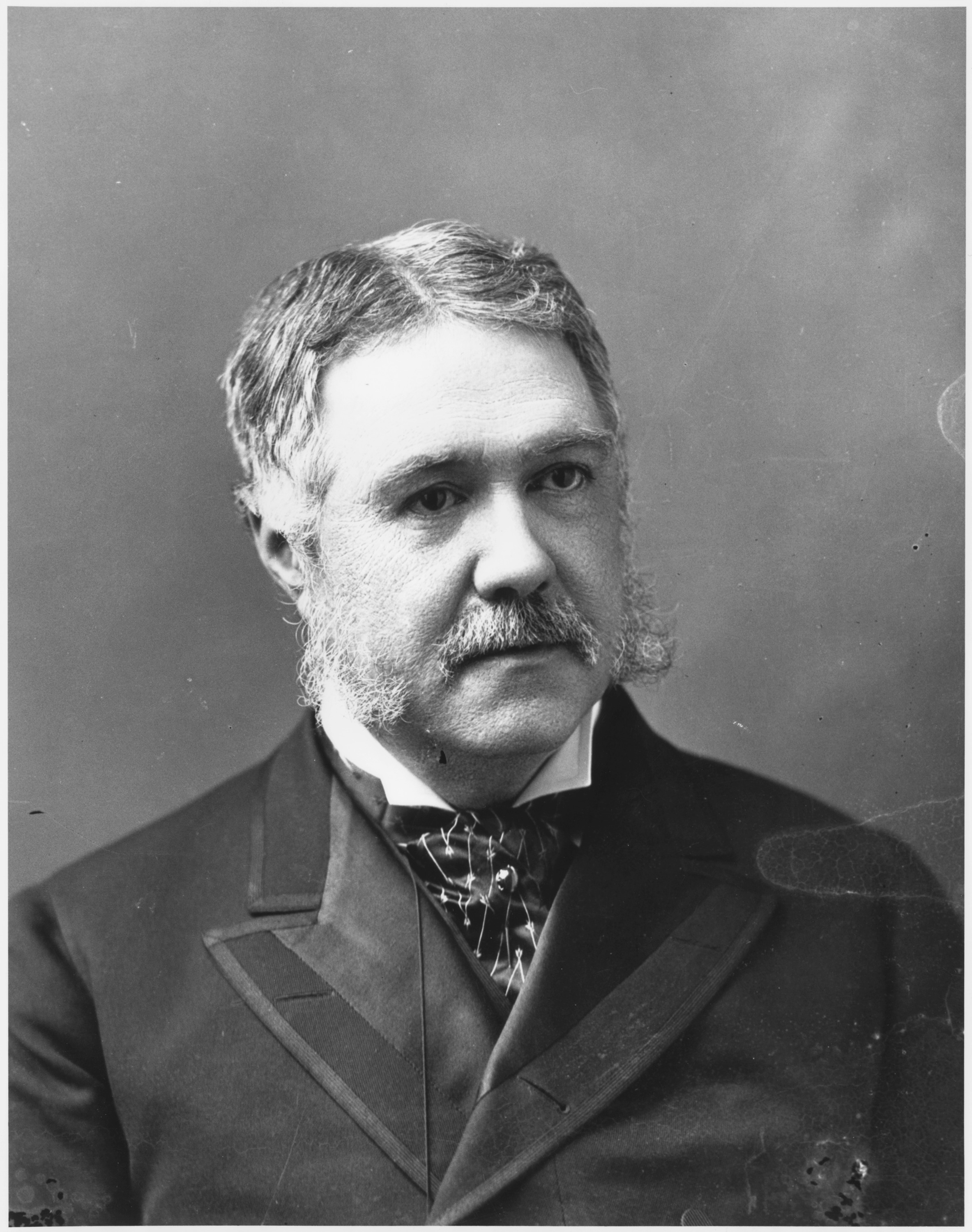
Chester A. Arthur à une date inconnue.

Du fait des taxes créées durant la guerre de Sécession, le gouvernement fédéral collectait depuis 1866 plus d'argent qu'il n'en dépensait et le surplus budgétaire atteignit 145 millions de dollars en 1882 (environ 186 milliards de dollars de 2012,). Les opinions variaient sur la manière d'équilibrer le budget. La plupart des démocrates souhaitaient abaisser les droits de douane pour réduire les recettes et faire baisser le prix des produits importés. Les républicains y étaient opposés et considéraient que les droits de douane élevés permettaient des salaires élevés pour les employés travaillant dans l'industrie. Ils souhaitaient un accroissement des dépenses fédérales en particulier pour réaliser des travaux publics et une réduction des droits d'accise. Arthur était globalement en accord avec son parti et en 1882, il demanda l'abolition des droits d'accise sur tous les produits à l'exception des alcools ainsi qu'une simplification de la complexe structure fiscale. En mai 1882, le représentant William D. Kelley de Pennsylvanie introduisit une loi pour créer une commission fiscale. La loi fut adoptée et signée par Arthur mais ce dernier nomma de nombreux protectionnistes au sein du comité. Les républicains étaient satisfaits de la composition du comité mais furent surpris lorsque, en décembre 1882, le comité proposa au Congrès une coupe dans les droits de douane allant de 20 à 25 %. Les recommandations du comité furent cependant ignorées car la commission fiscale de la Chambre, dominée par les protectionnistes, rédigea le projet de loi limitant les baisses à 10 %. Après accord avec le Sénat, la loi ne réduisit les droits que de seulement 1,47 %. La loi fut adoptée de justesse dans les deux chambres le 3 mars 1883, le dernier jour du 47e Congrès. Arthur signa la loi mais cela ne permit pas de réduire significativement le surplus budgétaire.
Au moment du débat sur les droits de douane, le Congrès tenta d'équilibrer le budget en augmentant les dépenses avec une loi sur les ports et les fleuves qui prévoyait une dépense jamais vue de 19 millions de dollars (environ 25 milliards de dollars de 2012) pour des travaux publics. Arthur n'était pas opposé à ces améliorations mais l'ampleur de la loi le dérangeait de même que l'accent mis sur des « localités particulières » au lieu de projets qui bénéficieraient à la plus grande partie de la nation. Le 1er août 1882, Arthur mit son veto à cette loi impopulaire. Dans son message accompagnant le veto, il écrivit que son objection principale à la loi était qu'elle appropriait des fonds « non pour la défense de l'intérêt commun ou général et ne promouvait pas le commerce entre les États ». Le Congrès contourna son veto et la loi réduisit l'excédent de 19 millions de dollars. De nombreux républicains considéraient la loi comme un succès mais jugèrent par la suite que son impopularité leur avait coûté des sièges lors de l'élection de 1882.

## Affaires étrangères et immigration

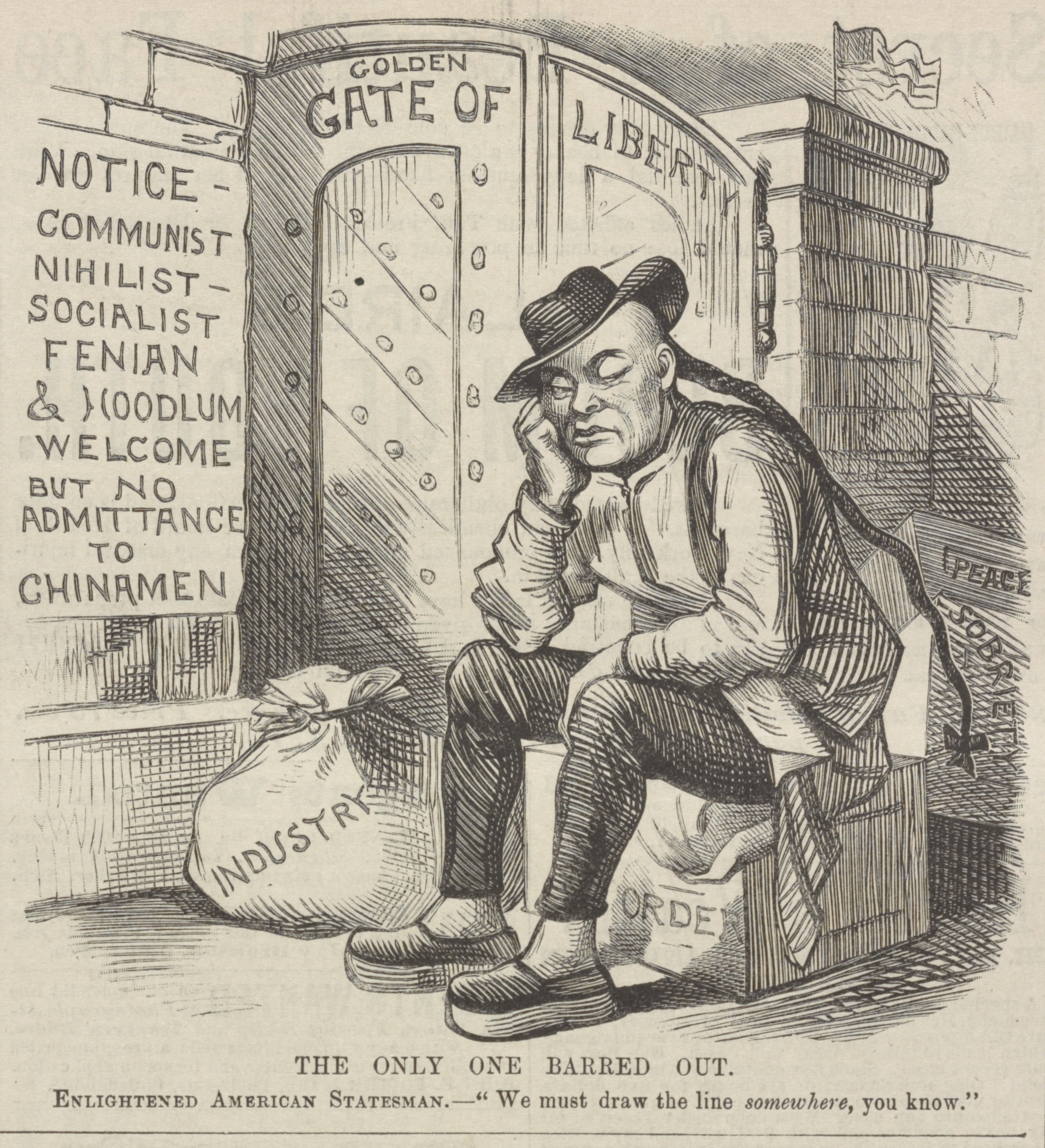
Caricature de 1882 critiquant l'exclusion des immigrants chinois.

Durant la présidence Garfield, le secrétaire d'État James G. Blaine mena la diplomatie américaine en Amérique latine dans une nouvelle direction en proposant des accords commerciaux réciproques et en offrant sa médiation dans les disputes entre les États latino-américains. Blaine proposa la tenue d'une conférence pan-américaine en 1882 pour discuter des questions commerciales et de la fin de la guerre du Pacifique entre la Bolivie, le Chili et le Pérou. Cela marquait un changement significatif dans la politique étrangère américaine auparavant bien plus isolationniste. Blaine ne resta pas en place suffisamment longtemps pour voir le résultat de ses efforts et quand Frederick T. Frelinghuysen le remplaça à la fin de l'année 1881, les efforts pour la préparation d'une conférence furent suspendus. Frelinghuysen mit également fin aux tentatives de médiation américaine dans la guerre du Pacifique car il craignait que les États-Unis n'y soient entraînés. Arthur et Frelinghuysen poursuivirent les efforts de Blaine pour encourager le commerce entre les nations de l'hémisphère occidental et un traité signé en 1882 et approuvé par le Congrès en 1884 avec le Mexique permit la réduction des droits de douane entre les deux pays. La Chambre n'approuva cependant pas la loi nécessaire et le traité ne fut jamais appliqué. Des efforts similaires avec Saint-Domingue et les colonies espagnoles furent rejetés en février 1885 et un traité de réciprocité existant avec le royaume d'Hawaï devint caduc.
Le 47e Congrès consacra beaucoup de temps à la question de l'immigration, parfois en accord avec les idées d'Arthur et parfois contre. En juillet 1882, sans véritable opposition, le Congrès vota une loi régulant les navires à vapeur transportant les immigrés aux États-Unis. À sa surprise, Arthur mit son veto à la loi, citant la formulation du texte ; le Congrès accepta de la réécrire et Arthur la signa. Il signa également en août l'Immigration Act (en) de 1882, qui imposait une taxe de 50 cents (environ 108 dollars de 2012) sur les immigrants et interdisait l'entrée des malades et des handicapés mentaux, des criminels et de toute personne « incapable de se prendre en charge sans devenir un poids pour la société ». Un débat plus important concernait le statut d'un groupe particulier d'immigrants : les Chinois. En 1868, le Sénat avait ratifié le traité de Burlingame avec la Chine qui autorisait une immigration sans limite des Chinois aux États-Unis. Du fait de la contraction économique après la crise bancaire de mai 1873, les immigrants chinois furent accusés de faire baisser les salaires des ouvriers. En réponse, le Congrès vota la loi d'exclusion des Chinois en 1879 qui abrogeait le traité de 1868 mais le président Hayes mit son veto au projet de loi. Trois ans plus tard, après que la Chine ait accepté d'étudier des révisions du traité, le Congrès tenta à nouveau de réduire l'immigration chinoise. Le sénateur John F. Miller de Californie introduisit un texte de loi qui refuserait l'octroi de la citoyenneté américaine aux immigrés chinois et interdirait toute immigration depuis ce pays durant 20 ans. La loi fut adoptée au Sénat et à la Chambre avec des majorités écrasantes et arriva sur le bureau d'Arthur en avril 1882. Arthur mit son veto à la loi, considérant que l'interdiction de 20 ans contrevenait au traité de renégociation de 1880 qui autorisait une suspension « raisonnable » de l'immigration. Les journaux de l'Est du pays félicitèrent Arthur pour son veto mais il fut largement condamné par les journaux de la côte Ouest. Le Congrès fut incapable de contourner le veto et adopta une nouvelle loi qui limitait l'immigration durant 10 ans. Bien qu'il continua de s'opposer au refus de la citoyenneté aux immigrants chinois, Arthur signa la loi de compromis le 6 mai 1882,.

## Réforme navale

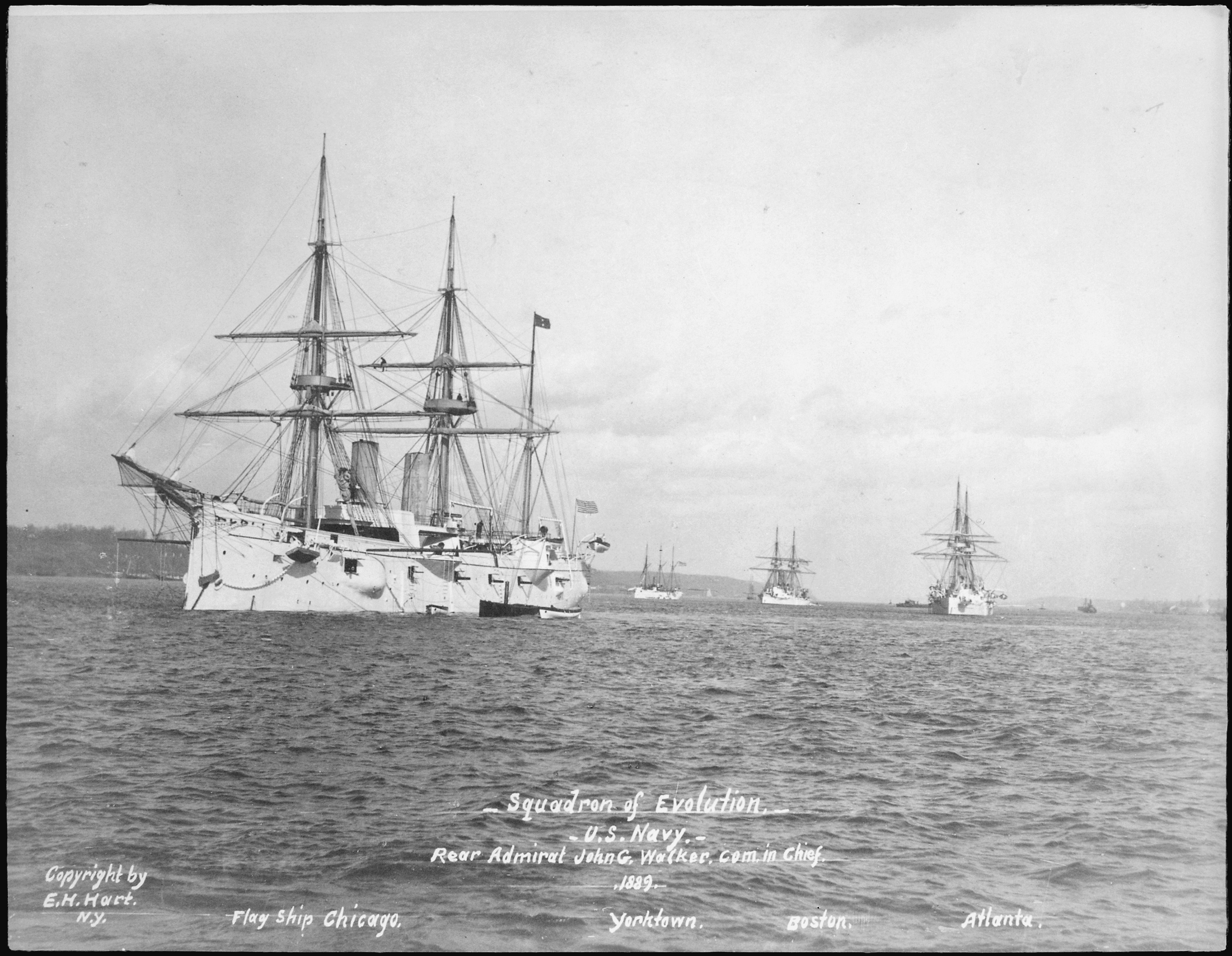
Le Squadron of Evolution à l'ancrage en 1889.

Dans les années qui suivirent la guerre de Sécession, la puissance navale américaine déclina rapidement, passant de près de 700 navires à 52 dont la plupart étaient obsolètes. L'effort militaire de la nation durant les quinze années qui avaient précédé l'élection de Garfield et d'Arthur s'était concentré sur les guerres indiennes plutôt que sur l'océan mais avec la pacification progressive de l'Ouest, le Congrès commença à s'inquiéter de l'état déplorable de la marine. Le secrétaire à la Marine de Garfield, William H. Hunt, défendit une réforme de la marine et son successeur, William E. Chandler, nomma un comité chargé de préparer un rapport sur la modernisation. En accord avec les recommandations du rapport, le Congrès vota des fonds pour la construction de trois croiseurs protégés (USS Atlanta, USS Boston et USS Chicago) et d'une canonnière (USS Dolphin), nommés ABCD Ships ou Squadron of Evolution. Le Congrès approuva également la reconstruction de quatre monitors (USS Puritan (en), USS Amphitrite (en), USS Monadnock (en) et USS Terror (en)) qui attendaient leur achèvement depuis 1877. Les contrats pour la construction des navires ABCD furent accordés à l'offre la moins coûteuse, John Roach & Sons de Chester en Pennsylvanie bien que l'entreprise ait auparavant employé Chandler comme lobbyiste. Les démocrates s'opposèrent aux plans de la New Navy et lorsqu'ils reprirent le contrôle du Congrès en 1883, ils refusèrent de voter des fonds pour sept nouveaux navires. Même sans ses navires additionnels, l'état de la marine s'améliora lorsque le dernier des nouveaux navires entra en service en 1889 après de nombreux retards dans la construction.

## Droits civiques

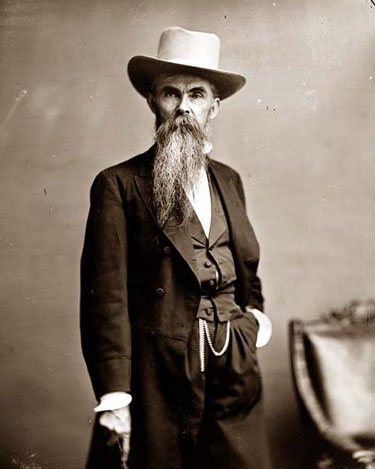
Arthur pensait que le Readjuster Party, mené par William Mahone, parviendrait à défendre les droits civiques des Afro-Américains là où le Parti républicain avait échoué.

Comme ses prédécesseurs républicains, Arthur chercha à savoir comment son parti devait s'opposer aux démocrates dans le Sud et sur la manière de protéger les droits civiques des Noirs. En effet, depuis la fin de la Reconstruction, les conservateurs blancs démocrates (ou « démocrates bourbons ») avaient repris le pouvoir dans le Sud et les soutiens du parti républicain, essentiellement les Noirs, étaient progressivement privés de leurs droits civiques par l'intermédiaire des lois Jim Crow. Une faille apparut néanmoins dans le Solid South démocrate avec l'émergence d'un nouveau parti, le Readjuster Party, en Virginie. Ayant remporté une élection dans cet État sur la promesse d'une meilleure éducation (pour les Noirs et les Blancs), l'abolition de l'imposition par tête et du pilori, de nombreux républicains du Nord virent les readjusters comme des alliés plus viables que le parti républicain moribond du Sud. Arthur était d'accord et orienta le soutien fédéral en Virginie en faveur des readjusters plutôt que vers les républicains. Il appliqua le même principe dans les autres États du Sud en forgeant des coalitions avec les indépendants et le Greenback Party. Certains Noirs républicains se sentirent trahis par ce pari pragmatique mais d'autres (dont Frederick Douglass et l'ex-sénateur Blanche K. Bruce (en)) soutinrent les actions de l'administration car les indépendants du Sud avaient des politiques raciales plus libérales que les démocrates. La politique de coalition d'Arthur ne fut cependant réussie qu'en Virginie et à partir de 1885 le mouvement des readjusters commença à s'effondrer avec l'élection d'un président démocrate. D'autres actions fédérales pour le compte des Noirs furent également inefficaces. Lorsque la Cour suprême annula le Civil Rights Act de 1875 dans une décision de 1883, Arthur exprima son désaccord dans un message au Congrès mais il fut incapable de le convaincre de voter une nouvelle législation. Arthur parvint cependant à intervenir pour annuler une décision en cour martiale concernant un cadet noir de l'académie militaire de West Point, Johnson Whittaker (en), après que le juge-avocat général de l'armée, David G. Swaim (en), eut prouvé que le dossier à charge avait été réalisé sur des motifs raciaux.
L'administration affronta un problème différent dans l'Ouest où l'église mormone était sous pression fédérale pour qu'elle mette fin à la pratique de la polygamie dans le territoire de l'Utah. Garfield considérait que la polygamie était un comportement criminel et était contraire aux valeurs familiales et Arthur était, pour une fois, en accord avec son prédécesseur. En 1882, il signa l'Edmunds Act (en) qui faisait de la polygamie un crime fédéral et interdisait aux polygames de devenir fonctionnaires.

## Politique indienne
L'administration Arthur dut gérer le changement de relations avec les tribus amérindiennes. Les guerres indiennes se terminaient et l'opinion publique évoluait vers une plus grande tolérance. Arthur pressa le Congrès d'accroître les fonds pour l'éducation des Amérindiens, ce qu'il fit en 1884 mais pas à l'échelle qu'il souhaitait. Arthur était également favorable à une évolution vers le système de parcellisation, selon lequel les individus, et non les tribus, possédaient les terres. Arthur fut incapable de convaincre le Congrès d'adopter cette idée durant son mandat mais en 1887, le Dawes Act fit évoluer la loi pour favoriser un tel système. Le système était soutenu par les réformateurs libéraux mais il se révéla finalement désavantageux pour les Amérindiens car la plupart des terres furent vendues à bas prix à des spéculateurs blancs. Durant la présidence d'Arthur, les colons et les éleveurs de bétail continuèrent de s'implanter dans les territoires attribués aux Amérindiens. Arthur s'opposa à cette évolution mais après que le secrétaire à l'Intérieur Henry M. Teller, un opposant de la parcellisation, l'ait assuré que les terres n'étaient pas protégées, le président ouvrit à la colonisation la réserve de Crow Creek dans le territoire du Dakota en 1885. Son successeur, Grover Cleveland, considérait cependant que les terres appartenaient aux Amérindiens et il annula l'ordre exécutif d'Arthur quelques mois plus tard.

## Fin de mandat

### État de santé du président

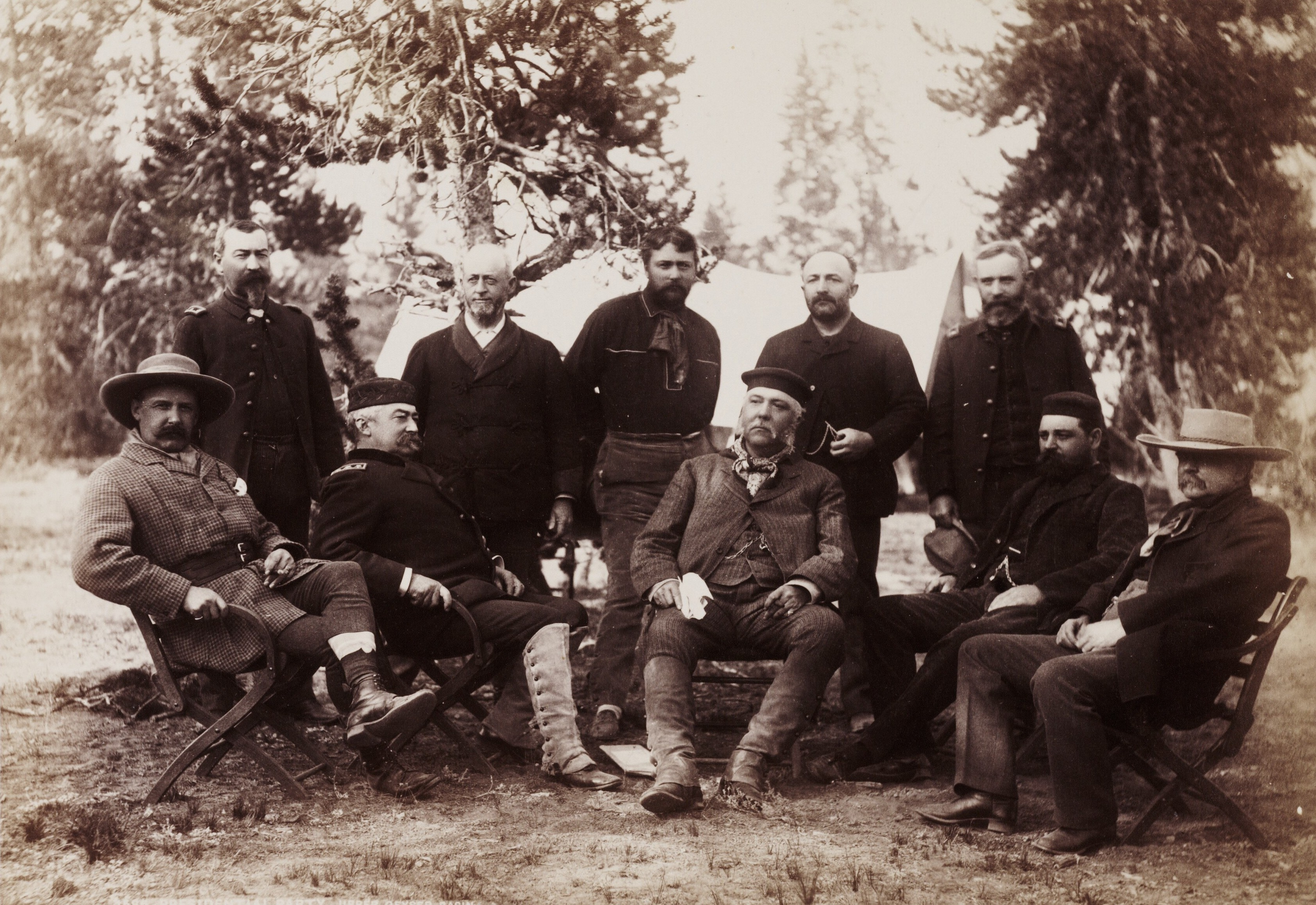
Arthur (au centre) lors d'une expédition dans le parc national de Yellowstone avec Philip Sheridan (à sa droite) et Robert Todd Lincoln (à sa gauche) en 1883.

Peu après être devenu président, Arthur fut diagnostiqué avec la maladie de Bright, une affection rénale aujourd'hui appelée néphrite. Il tenta de garder sa maladie secrète mais en 1883 des rumeurs concernant son état commencèrent à circuler. À ce moment, il avait maigrit et paraissait plus vieux ainsi que moins énergique pour rester en phase avec les exigences de la présidence. Espérant améliorer sa santé en quittant Washington, Arthur et quelques amis politiques se rendirent en Floride en avril 1883. Le voyage eut l'effet opposé et Arthur souffrit d'intenses douleurs avant de rentrer à Washington. Plus tard dans l'année, sur les conseils du sénateur George Graham Vest du Missouri, il visita le parc national de Yellowstone. Les journalistes accompagnant le président permirent de faire connaître le nouveau système de parcs nationaux. Le voyage à Yellowstone fut plus bénéfique pour la santé d'Arthur que celui en Floride et il revint à Washington en meilleure santé après deux mois de voyage.

### Élection présidentielle de 1884

Résultats de l'élection présidentielle américaine de 1884.

À l'approche de l'élection présidentielle de 1884, James G. Blaine était considéré comme le favori pour la nomination républicaine mais Arthur envisageait lui aussi un second mandat présidentiel. Dans les mois qui précédèrent la convention républicaine de 1884, Arthur commença à réaliser qu'aucune faction du parti républicain n'était prête à le soutenir : les half-breeds étaient à nouveau solidement derrière Blaine tandis que les stalwarts étaient indécis ; certains soutenaient Arthur et d'autres étaient des partisans du sénateur John A. Logan de l'Illinois. Les républicains réformateurs s'étaient rapprochés d'Arthur après qu'il eut soutenu la réforme de la fonction publique mais ils n'étaient pas toujours certains de sa volonté et le sénateur George F. Edmunds (en) du Vermont, un partisan de longue date de cette cause, apparaissait comme un concurrent sérieux. Les chefs d'entreprise ainsi que les républicains du Sud qui lui devaient leur emploi grâce au système de soutien fédéral étaient en sa faveur mais au moment où ils commencèrent à faire campagne pour lui, Arthur s'opposa à une campagne sérieuse pour sa candidature. Il fit une campagne symbolique, croyant qu'abandonner mettrait en doute ses actions à la Maison-Blanche et poserait des questions sur sa santé mais au moment où la convention débuta sa défaite était presque assurée. Blaine était en tête au premier tour et il remporta la majorité des votes au quatrième. Arthur lui télégraphia ses félicitations et accepta sa défaite avec sérénité.
Il ne joua aucun rôle dans la campagne de 1884, ce que Blaine considéra comme ayant contribué à sa défaite face à son adversaire démocrate, Grover Cleveland. La campagne de Blaine fut handicapée par la défection des mugwumps, un groupe de républicains qui estimaient que le Pendleton Act n'avait pas complètement mis fin à la corruption dans la fonction publique. Blaine commit également une grave erreur dans l'État-clé de New York en ne réfutant pas avec force une phrase insultante vis-à-vis des catholiques et lui ayant été attribuée à tort. Cleveland arriva en tête dans le Solid South et remporta suffisamment d'États du Nord pour atteindre la majorité au sein du collège électoral. L'écart au vote populaire était tellement faible dans l'État de New York que Blaine aurait pu être élu à 1 000 voix près. La victoire de Cleveland fit de ce dernier le premier démocrate à remporter une élection présidentielle depuis la guerre de Sécession.

## Héritage

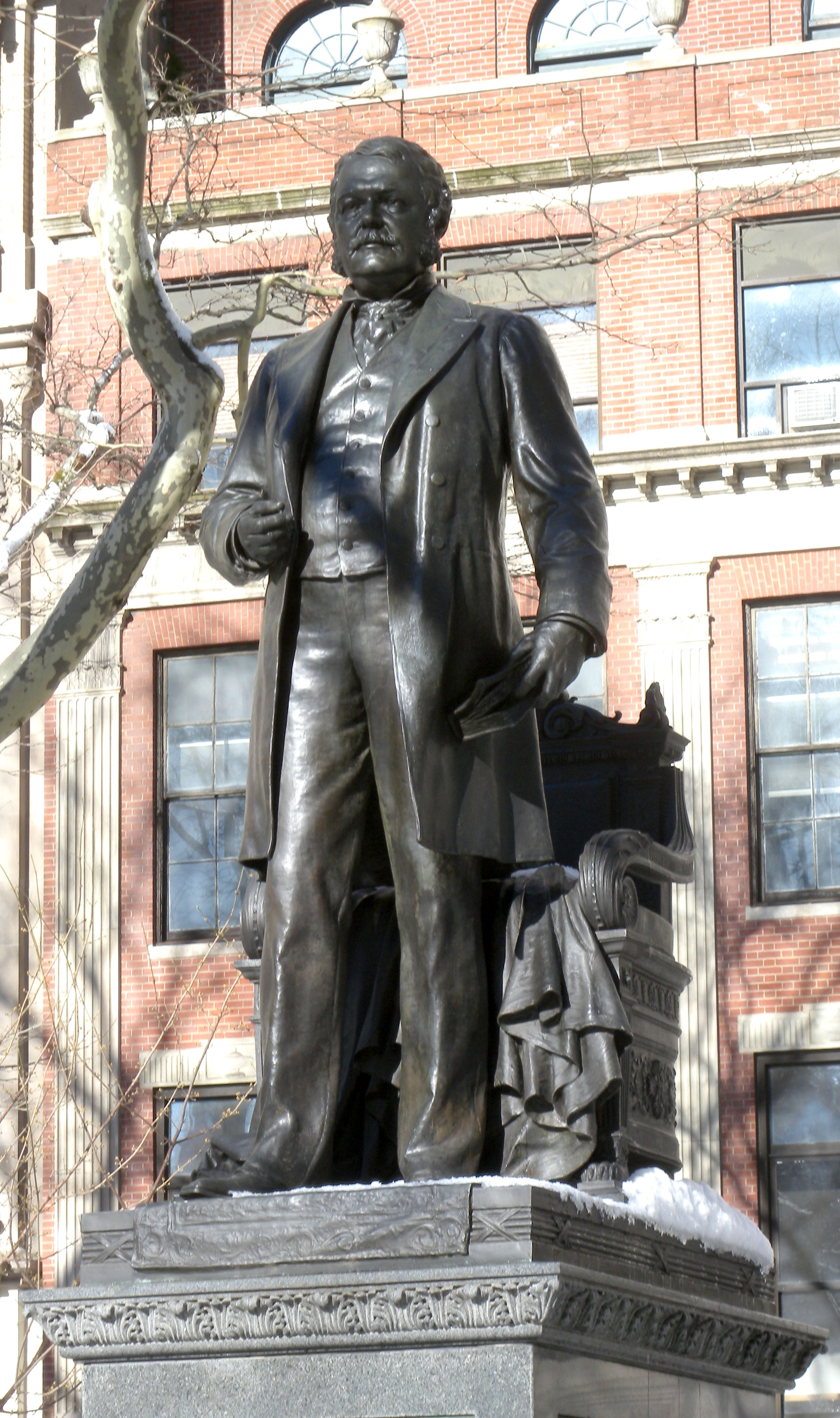
Statue de bronze de Chester A. Arthur à Madison Square à New York.

À sa mort, le New York World écrivit qu'« aucune mission ne fut négligée sous son administration et aucun projet aventureux n'inquiéta la nation ». Pourtant, l'impopularité d'Arthur de son vivant a rejailli sur les évaluations des historiens et sa réputation au moment de quitter ses fonctions s'effaça. En 1935, l'historien George F. Howe écrivit qu'Arthur restait « dans l'obscurité en contraste étrange par rapport à son rôle significatif dans l'histoire américaine ». En 1975, Thomas C. Reeves (en) indiqua que ses « nominations, bien que peu remarquables, furent extraordinairement judicieuses ; la corruption et les scandales qui dominèrent les affaires et les politiques de la période ne ternirent pas son administration ». Dans sa biographie de 2004, Zachary Karabell (en) écrivit que même si Arthur était « physiquement tendu et émotionnellement affecté, il s'efforça de faire ce qui était bien pour le pays ». Selon Howe, « Arthur adopta dans la vie politique un code qui était régi par trois principes : il restait pour quiconque un homme de parole ; il se mettait scrupuleusement à l'abri de la corruption ; il conservait une dignité personnelle et s'efforçait d'être aussi affable et génial que possible. Ces contraintes […] le distinguaient nettement du politicien stéréotypé ». Dans son jugement final d'Arthur, Karabell estime qu'il lui manquait la vision et la force de caractère nécessaires pour prétendre à la grandeur mais qu'il avait eu le mérite de présider le pays à une période de paix et de prospérité.
Dans les enquêtes d'opinions effectuées auprès des historiens et des politologues, Arthur est généralement évalué comme un président inférieur à la moyenne. Un sondage réalisé en 2018 auprès de la section de l’American Political Science Association consacrée aux présidents et aux politiques exécutives le liste à la 29e place parmi les présidents américains. Lors d'un sondage C-SPAN mené en 2017 auprès d'un collectif d'historiens, Arthur se situait dans le tiers inférieur du classement, derrière Martin Van Buren et devant Herbert Hoover. Les sondeurs ont demandé à 91 historiens spécialistes de la présidence de ranger les 43 personnes ayant exercé cette fonction (dont le président sortant Barack Obama) dans diverses catégories afin d'établir ensuite un classement général. Arthur figure à la 35e place (alors qu'il était 32e en 2009 et en 2000). Son évaluation a porté sur sa capacité de persuasion publique (37e), son leadership en situation de crise (32e), sa gestion économique (31e), son autorité morale (35e), sa gestion des affaires internationales (35e), ses compétences administratives (28e), ses relations avec le Congrès (29e), sa vision politique et sa capacité à mettre sur pied un agenda (34e), ses réalisations pour une justice plus égalitaire (27e) et enfin une remise en perspective de sa performance selon le contexte (32e).